# Eddy Lipstick
Eddy Lipstick (geboren als Edward Glazenmakers te Leopoldsburg) is een Belgisch pornoproducent. Samen met Dennis Black Magic is hij de bekendste naam in de Vlaamse pornowereld.

## Biografie
Edward Glazenmakers werd in Leopoldsburg geboren, maar verhuisde op zijn 19de naar Antwerpen om er les te volgen aan de Hogere Zeevaartschool. Hij was een tijdlang actief als koopvaardijofficier en werkte daarna op een booreiland in de Noordzee. Naar eigen zeggen verdiende hij goed, maar besloot toch een andere bron van inkomsten te zoeken. Zo werd hij eigenaar van een lingeriewinkel op de Bredabaan in Merksem, genaamd "Lipstick Fashions". Doordat Lipstick ook lingerieshows organiseerde kwam hij eind jaren 80 in contact met Jef Rademakers die hem vroeg om de optredens van De PinUp Club te regelen. Het succes was zo groot dat hij in contact kwam met Hans Moser, de bekende Duitse pornoproducent. Vanwege Lipsticks talenkennis werd hij al gauw als manusje-van-alles ingeschakeld. Zo kwam hij vanzelf in de porno-industrie terecht en richtte zich op de Belgische en Nederlandse markt. Zijn bedrijf groeide uit tot een van de belangrijkste exponenten op vlak van pornografie in Vlaanderen.
Lipstick is uitgever van de pornobladen Lipstick Swingers, Stoeipoesjes, Gay Lips, enz. Hij is de eigenaar van de website www.lipstickswingers.com en werkt vaak samen met swingersclub de Goorhoeve in Oosterloo. Tevens bracht hij de populairste Vlaamse pornofilm uit, F.C. De Kapoenen.
Rond de eeuwwisseling trok Lipstick zich terug uit het openbare leven om zijn tijd door te brengen buiten België in Spanje en Senegal, zijn filmlabel heeft hij in 2015 verkocht aan Mariska X Productions, een bekend Vlaamse (adult)producente.

## Veroordeling
Hij werd in 2000 tot vier jaar celstraf veroordeeld wegens het verspreiden van pornografie, ging in hoger beroep, maar werd uiteindelijk tot anderhalf jaar voorwaardelijk veroordeeld.